# Alois Pupp
Alois Vijo Pupp (San Martin de Tor, 26 de febrer de 1900 – Brixen, 22 de febrer de 1969) fou un polític ladí sudtirolès. Fou un dels fundadors del Südtiroler Volkspartei (SVP), a les eleccions regionals de Trentino-Tirol del Sud de 1948 i el 1950 fou nomenat membre de la junta provincial de Karl Erckert, com a assessor de Paul Mayr. Després de les eleccions regionals de 1952 fou nomenat vicepresident, i a la mort d'Erckert fou nomenat president del Tirol del Sud, càrrec que va renovar a les eleccions regionals de 1956. Després de les eleccions regionals de 1960 deixà el seu càrrec a Silvius Magnago, però continuà com a president del Consell Autònom del Tirol del Sud el 1960-1962 i el 1964-1966.
El 1958 també fou el primer Landeskommandant dels Schützen. Alhora, com a polític ladí, fou força criticat pels seus paisans per mostrar-se partidari de la imposició de l'alemany a l'escola, fins i tot a Ladínia, ja que considerava que el ladí era un dialecte i no pas una llengua.